# روغن‌پزی عمیق

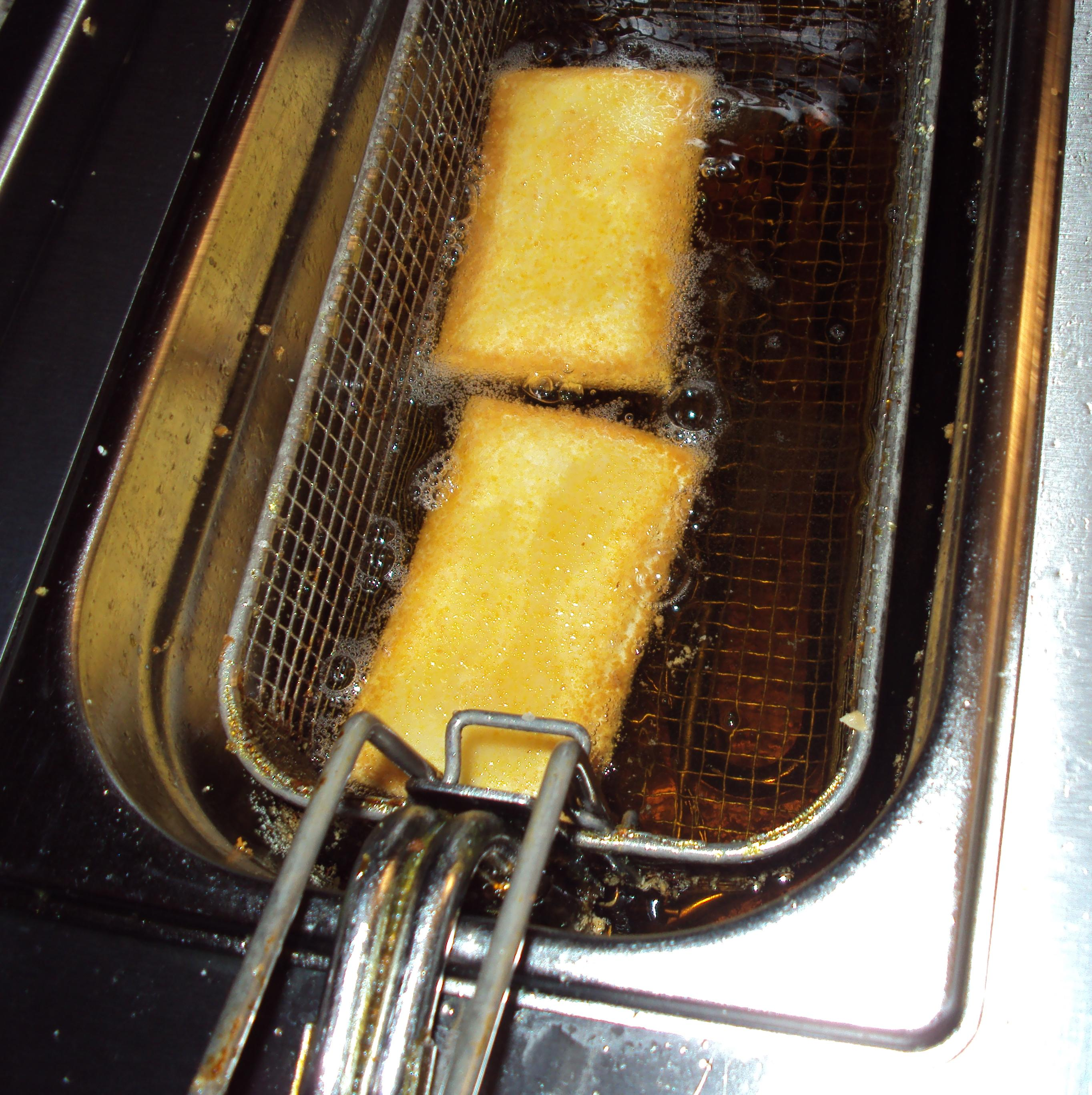
روغن‌پزی

روغن‌پزی عمیق (به انگلیسی: Deep frying) یکی از روش‌های پخت‌وپز است. در این روش موادغذایی در روغن داغ و فراوان، با درجهٔ حرارت بیش از ۱۰۰ درجه پخته می‌شوند. تفاوتی که این روش با آب‌پز کردن دارد، اینست که نقطه جوش روغن بیش از ۱۰۰ درجه است و مواد به سرعت پخته می‌شوند. به پخت مواد در روغنی که درجهٔ حرارت آن کمتر از ۱۰۰ درجه است، روغن پزی عمیق گفته نمی‌شود.

## درجه حرارت
| درجه حرارت | تخمین درجه حرارت                                                                 | نوع مادهٔ غذایی مناسب                   |
| ---------- | -------------------------------------------------------------------------------- | -------------------------------------- |
| ۱۵۰℃～۱۶۰℃ | از عمق ظرفی که برای روغن‌پزی استفاده می‌شود، کف‌های کوچکی شروع به بالا آمدن می‌کنند. | سبزیجات نازک برگ مانند                 |
| ۱۷۰℃～۱۸۰℃ | مواد یک بار به ته ظرف رفته و دوباره به سرعت شناور می‌شوند.                        | سبزیجات قطر دار، مرغ سوخاری یا کاراآگه |
| ۱۸۰℃～۱۹۰℃ | به محض انداختن، روغن به اطراف پخش می‌شود                                          | تمپورا، تونکاتسو                       |
| ۱۹۰℃～     |                                                                                  | کوروکه                                 |